# Assedio (fumetto)
Assedio (Siege) è un crossover a fumetti pubblicato negli Stati Uniti d'America dalla Marvel Comics dal 2009 al 2010. La storia si svolge all'interno della continuity dell'Universo Marvel ed è preceduta da due importanti eventi che ne sono la premessa.

## Storia editoriale
La storia si sviluppa a partire da una miniserie di quattro numeri, Siege n. 1-4, marzo-giugno 2010) per proseguire su altre serie regolari e numeri unici per un totale di 37 albi
Il prologo ad Assedio comincia all'inizio della saga Dark Reign, con elementi disseminati nei seguenti albi:
- Dark Avengers n. 1
- Dark Reign: The Cabal
- Thor n. 600
- Dark Reign: The List - Avengers
- New Avengers Annual n. 3
- Siege: The Cabal

La storia principale si svolge nei seguenti albi:
- Siege nn. 1-4
- Siege: Embedded nn. 1-4
- Siege: Spider-Man
- Siege: Young Avengers
- Siege: Loki
- Siege: Captain America
- Siege: Secret Warriors
- Thor n. 607-610
- Dark Wolverine nn. 82-84
- New Avengers n. 61-64
- Mighty Avengers n. 32-36
- Dark Avengers n. 13-16
- Avengers: The Initiative n. 31-35
- Thunderbolts n. 138-143
- New Mutants n. 11

## Trama
Norman Osborn convoca una riunione dell'organizzazione Cabala, composta dal Dottor Destino, Hood, Taskmaster e il dio asgardiano Loki, per discutere di Asgard (la casa degli dei norreni): il regno ora è sospeso sopra Broxton (in Oklahoma) e rappresenta l'ultima resistenza al consolidamento del potere di Osborn. Si sviluppa una spaccatura tra Destino e Osborn, portando apparentemente allo scioglimento del gruppo. Successivamente, Osborn tenta invano di ottenere dal presidente degli Stati Uniti il permesso di invadere Asgard con la scusa che rappresenta una minaccia alla sicurezza nazionale; su consiglio di Loki, Osborn inscena un incidente manipolando l'asgardiano Volstagg a combattere la squadra di supercriminali U-Foes, così che provochi accidentalmente un'esplosione che uccide tutti i presenti in un affollato stadio di calcio di Chicago. L'accaduto concede a Osborn la giustificazione necessaria per iniziare l'assedio di Asgard, sfruttando le truppe militari, gli Oscuri Vendicatori (i supercriminali al suo servizio che si atteggiano da eroi) e alcuni seguaci infiltrati nell'Iniziativa dei 50 Stati. Victoria Hand, l'aiutante di Osborn, cerca senza successo di consigliargli una terapia per la sua instabilità mentale; anche il presidente si accorge che Osborn ha problemi psichiatrici e ordina a Hand di tenerlo d'occhio Nel frattempo il supereroe Sentry, estremamente potente ma psicologicamente fragile, si affida alle cure di Osborn. Quest'ultimo, per controllarlo al meglio, ordina al killer Bullseye di uccidere Lindy Reynolds, la moglie di Sentry, facendolo passare per un suicidio. Al contempo, Loki prepara Asgard per l'invasione compiendo diversi omicidi e neutralizzando Heimdall, il guardiano del regno.
L'assedio ha inizio con il diretto attacco di Sentry ad Asgard, seguito da un massiccio bombardamento aereo guidato da Osborn nella sua armatura di Iron Patriot. L'asgardiano dio del tuono Thor, che è stato bandito da Asgard per qualche tempo, viene colpito e cade in battaglia. Steve Rogers, l'ex Capitan America, sente la notizia e organizza un gruppo di Vendicatori per combattere gli Oscuri Vendicatori e aiutare Thor a difendere il regno; nel frattempo, i Vendicatori ribelli guidati da Tigra, Justice e Gauntled lanciano il proprio attacco al Campo HAMMER per eliminare l'iniziativa di Osborn. I sottoposti di Osborn organizzano una copertura ufficiale per l'assedio, così da portare l'opinione pubblica dalla propria parte. L'esperto giornalista investigativo Ben Urich, editore del quotidiano newyorkese The Front Line, si dirige in Oklahoma per andare sul luogo dello scontro con il suo cameramen e Volstagg li accompagna per spiegare loro quanto davvero accaduto dopo averli incontrati casualmente lungo la strada.
Mentre l'assedio si intensifica, il guerriero dell'Olimpo Ares, ingaggiato con l'inganno da Osborn per far parte degli Oscuri Vendicatori, si rende conto della vera natura dell'uomo e giura di ucciderlo, ma Osborn lo prevede e ordina a Sentry di eliminare Ares. Osborn dichiara la legge marziale e Volstagg, con l'aiuto di uno sceriffo locale che sospetta di Osborn, parla al pubblico rivelando quanto accaduto allo stadio, portando il pubblico a prendere sempre più consapevolezza della vera natura di Osborn.
Il supercriminale Flagello usa la lancia incantata di Odino per recidere un braccio e una gamba all'eroe U.S. Agent. Night Trasher, dubbioso della sua posizione in quanto è stato costretto a stringere un patto con Osborn, si rivolta contro di lui combattendo Hood. A Washington, il presidente ordina al Segretario di Stato di inviare forze militari in Oklahoma per arrestare Osborn e gli Oscuri Vendicatori con l'accusa di tradimento; nel mentre, ad Asgard, Osborn viene abbattuto da Capitan America ma riesce a ordinare a Sentry di distruggere l'infrastruttura del regno. Sentry sopravvive a un devastante attacco di Thor e si trasforma nel "Void", una forma di sé ancora più grande e forte, così da annientare Asgard facendola schiantare sulla Terra. Rogers trova Osborn tra le macerie e lo arresta; tuttavia, l'armatura del criminale viene controllata dal suo inventore originale, Tony Stark, ed esplode in diretta televisiva, rivelando il suo volto dipinto come richiamo al Green Goblin. L'uomo, totalmente impazzito, si mette a delirare.
Il Void continua a combattere contro i Vendicatori, mentre Loki si pente e implora Odino di lasciargli usare le mistiche Pietre delle Norne per dare agli eroi la forza di vincere, ma il Void lo scopre e lo uccide. Spinti dal sacrificio di Loki, Thor e gli altri Vendicatori riescono a far tornare Sentry alla sua forma originale; quest'ultimo implora gli eroi di eliminarlo e Thor obbedisce con riluttanza. I Nuovi Vendicatori radunano gli Oscuri Vendicatori (con l'eccezione di Daken, che è riuscito a fuggire di nascosto) e Hand, i membri rinnegati dell'Iniziativa, quel che resta della Cabala e altri seguaci di Osborn vengono arrestati. Rogers consegna al suo amico Bucky Barnes lo scudo di Capitan America, designandolo suo successore.
Mentre i Vendicatori ei loro alleati celebrano la loro vittoria alla Stark Tower, l'Atto di Registrazione dei Superumani viene abolito e Thor ei suoi compagni guerrieri asgardiani offrono un'alleanza con la Terra, creando un portale per Asgard in cima alla Stark Tower. Il presidente chiede a Rogers di assumere la posizione di Osborn e numerosi eroi partecipano al funerale di Sentry. Rogers afferma che continuerà l'Iniziativa dei 50 Stati e riformerà l'originale gruppo dei Vendicatori con Bucky (come Capitan America), Stark e Thor come membri principali, assegnando Hand a lavorare con i Nuovi Vendicatori e U.S. Agent viene nominato il direttore del Raft il carcere di massima sicurezza per supercriminali.

## What if?
Uno degli speciali "What if?" è intitolato "E se Osborn avesse vinto l'assedio di Asgard": nella storia, Ares riconosce in anticipo la follia di Osborn, attaccandolo nel suo ufficio prima dell'assedio contro Asgard. Sentry uccide Ares sul posto e, così facendo, ha modo di riposarsi prima di entrare in battaglia, riuscendo a combattere nel pieno delle sue energie e a uccidere Thor e Capitan America. La maggior parte degli eroi presenti viene successivamente massacrata dagli Oscuri Vendicatori. Destino teletrasporta sé stesso ed Emma Frost via dalla battaglia per proporre una nuova strategia; Frost scopre quanto veramente successo a Lindy e rivela la verità a Sentry: la sua fragile psiche crolla definitivamente e l'eroe si scatena in una furia distruttiva fuori controllo, uccidendo Frost e Bullseye prima di trasformarsi in un Void completamente potenziato e uccidere anche Destino, Taskmaster e Hood. Per ultimo affronta Osborn, ringraziandolo per averlo fatto rilasciare procedendo poi a ucciderlo. Con tutti gli eroi e criminali morti, il Void ormai inarrestabile consuma interamente la Terra e si diffonde nel resto dell'universo.